# C9H11Cl
化学式C9H11Cl（摩尔质量154.64 g/mol）可能指：
- 4-氯异丙苯，CAS号：2621-46-7
- 4-乙基氯化苄，CAS号：1467-05-6

|  | 这个同类索引页列出了具有相同分子式的化学物（即同分異構體）条目。 除非您是有意链接至本页，否则应将相应条目的内部链接指向正确的条目。 |